# Specklinia tribuloides
Specklinia tribuloides är en orkidéart som först beskrevs av Olof Swartz, och fick sitt nu gällande namn av Alec M. Pridgeon och Mark W. Chase. Specklinia tribuloides ingår i släktet Specklinia och familjen orkidéer. Inga underarter finns listade i Catalogue of Life.

## Bildgalleri

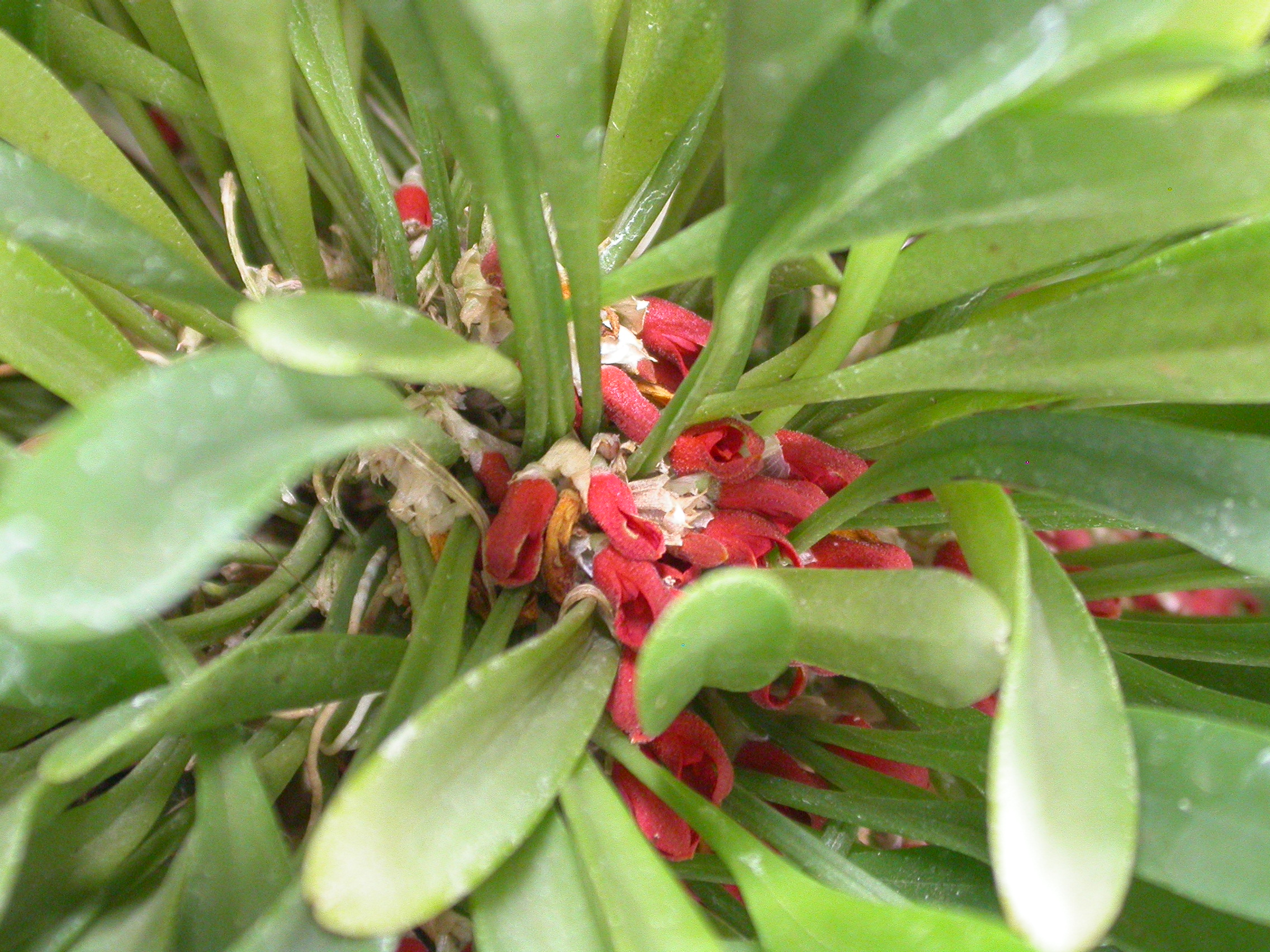
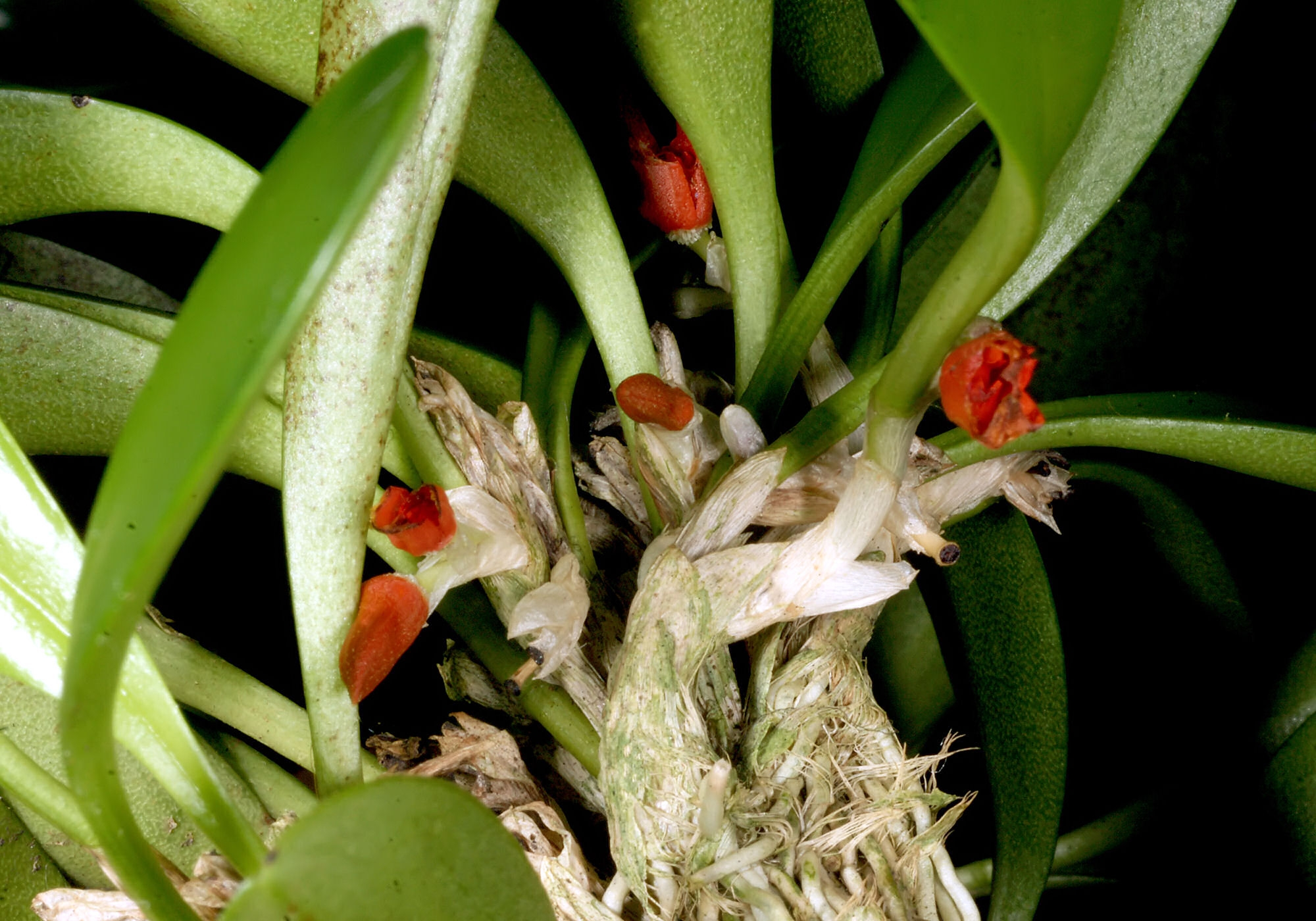
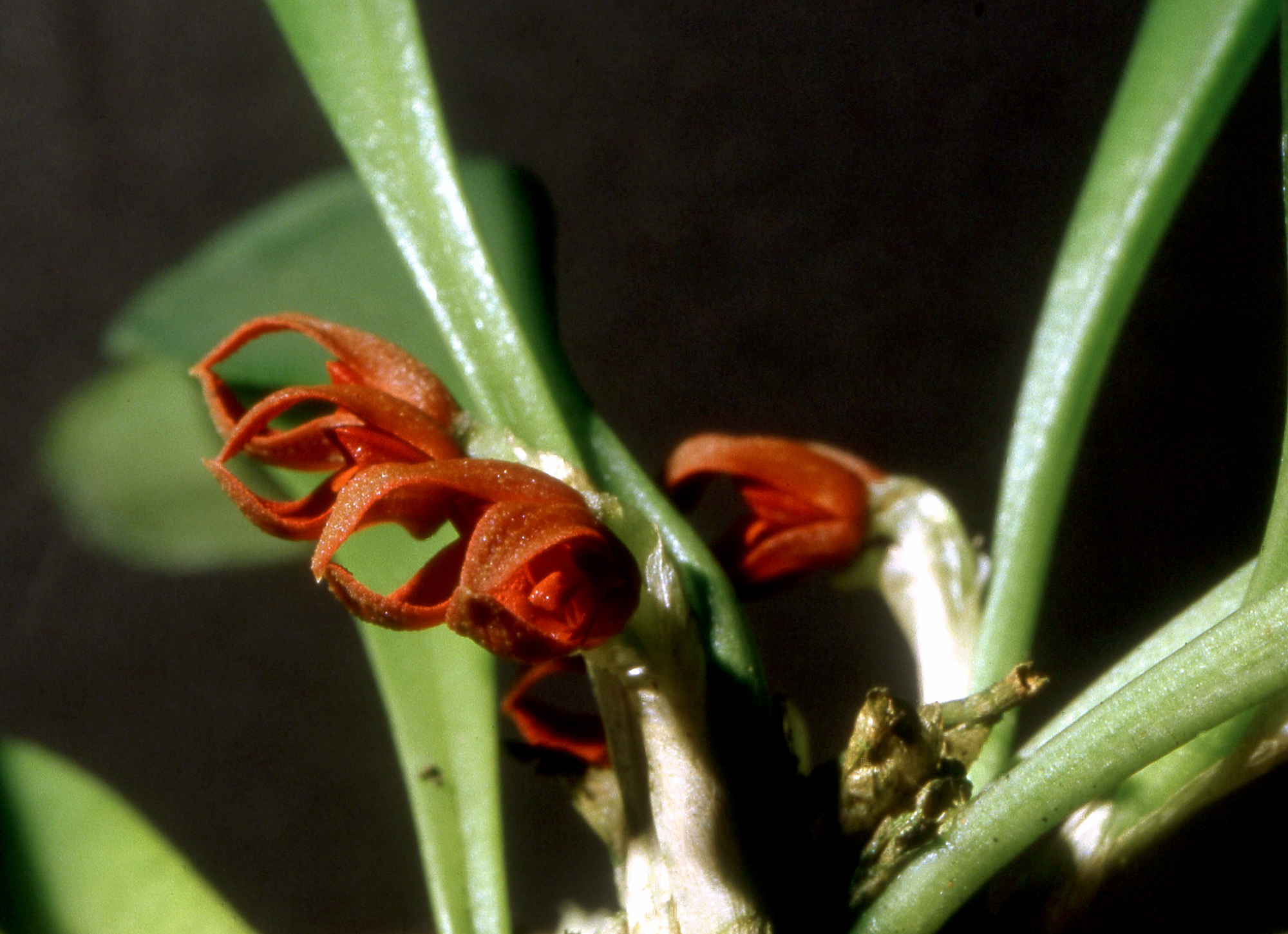
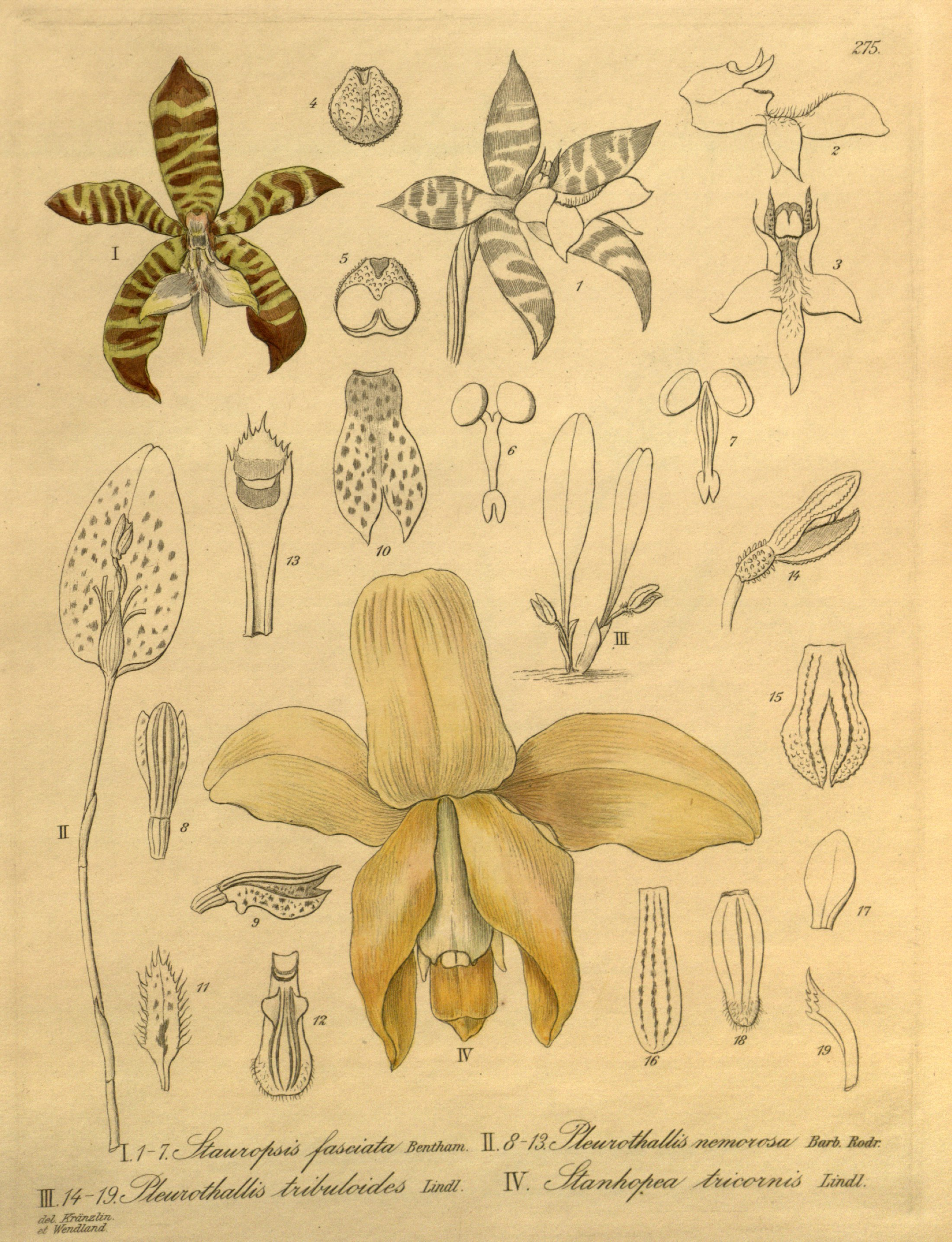